# 皮蒂利亚诺
皮蒂利亚诺（義大利語：Pitigliano），是意大利格罗塞托省的一个市镇。总面积102.89平方公里，人口3971人，人口密度38.6人/平方公里（2009年）。ISTAT代码为053019。